# Liceu Privat Grec de Fener

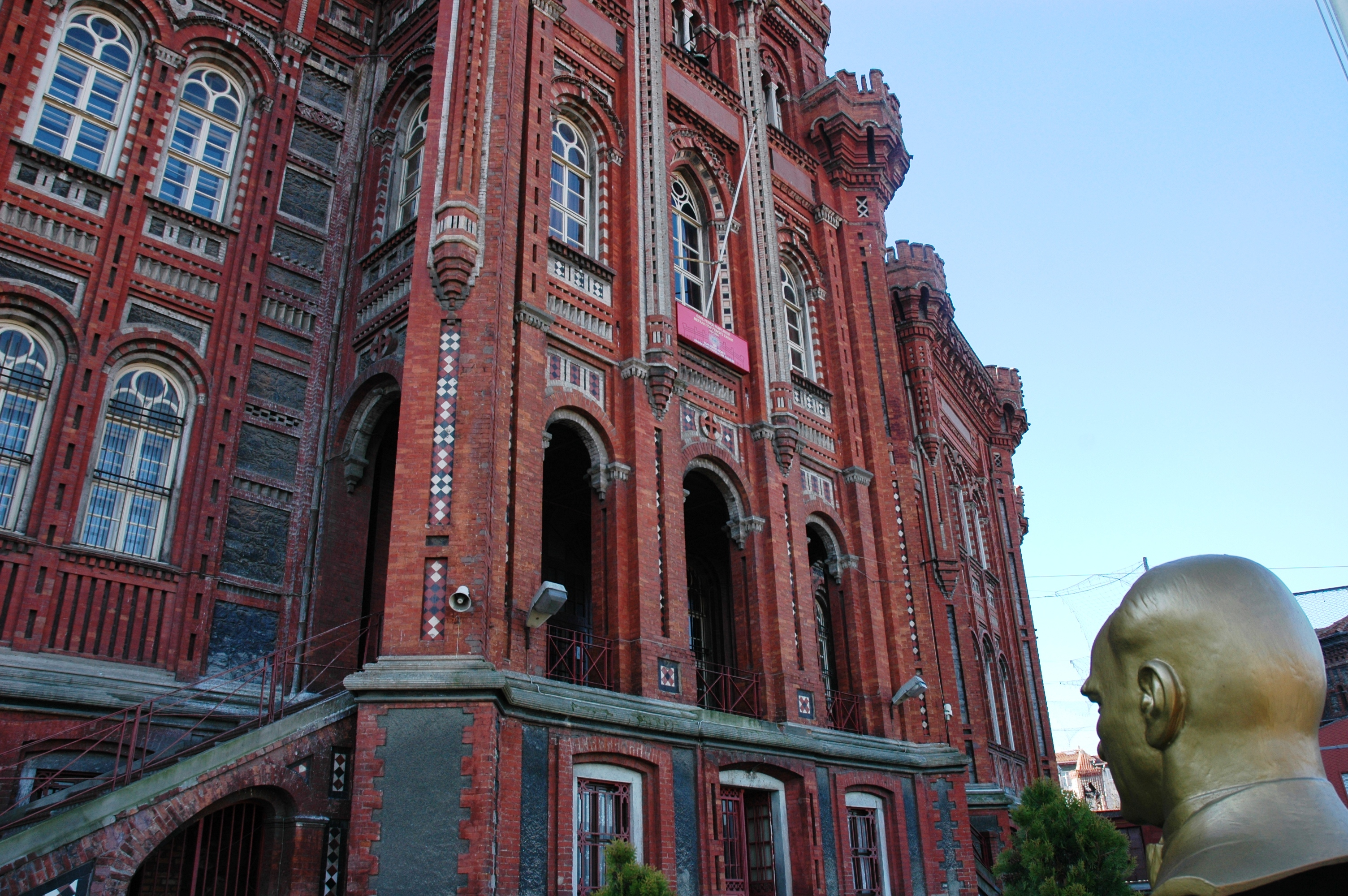
Entrada al liceu

El Liceu Privat Grec de Fener (en turc: Özel Fener Rum Lisesi) és l'escola ortodoxa grega més prestigiosa i més antiga d'Istanbul, Turquia.

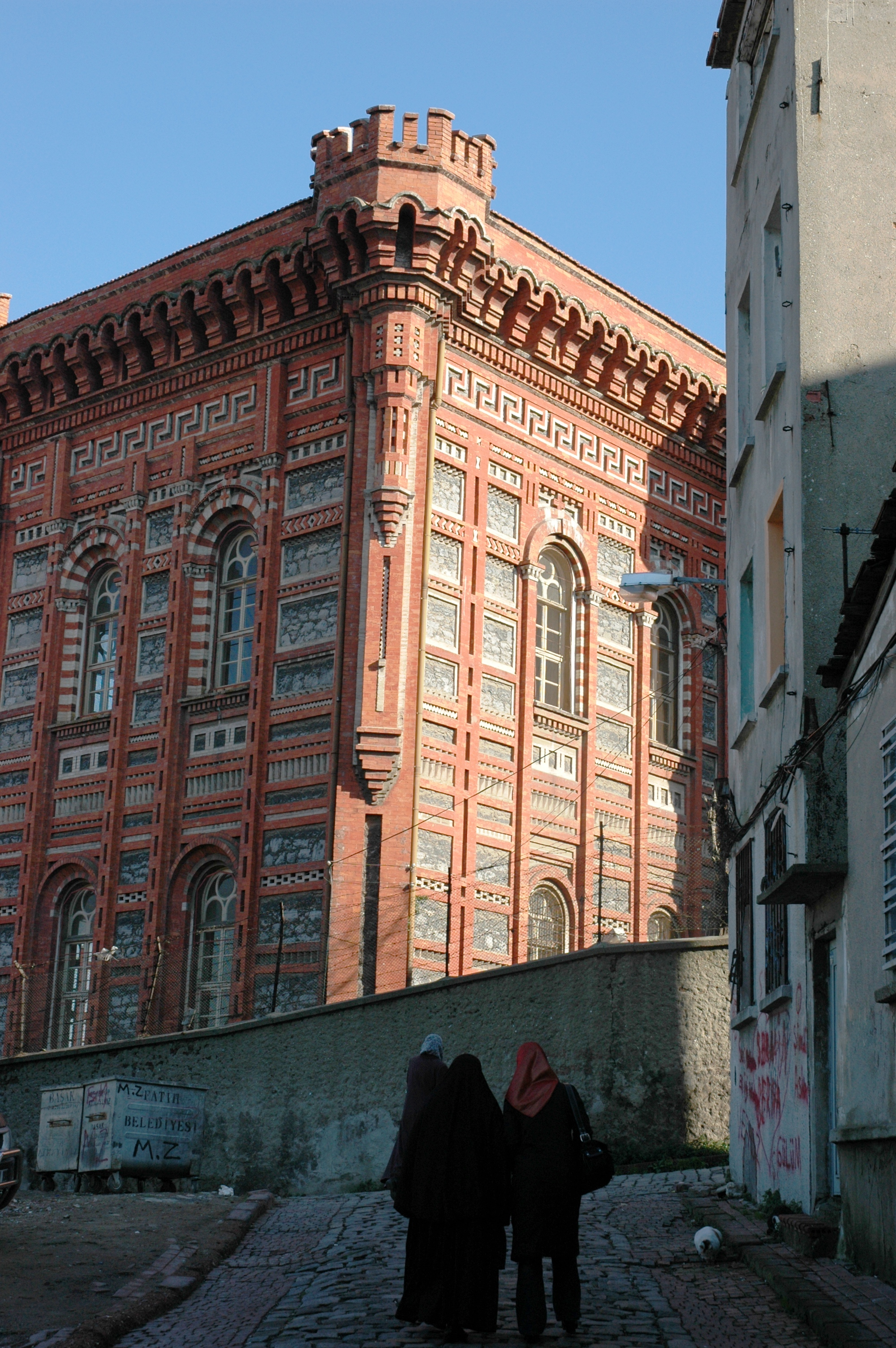
Liceu Privat Grec de Fener

Establerta el 1454 per Matheos Kamariotis, aviat es convertia en l'escola de les famílies prominents gregues (Phanariotes) i búlgars de l'Imperi Otomà, i diversos ministres otomans com per exemple prínceps de Valàquia i Moldàvia, com Dimitrie Cantemir, s'hi graduaren.
L'edifici escolar actual està situat prop de l'Església de Sant Jordi al barri de Fener, que és la seu del Patriarcat. També és conegut amb els sobrenoms del castell vermell i l'escola vermella.
Dissenyat per l'arquitecte otomà grec Dimadis, l'edifici fou construït entre 1881 i 1883 amb una combinació eclèctica d'estils diferents i amb un cost de 17.210 lliures d'or otomanes, una suma enorme per aquell període. La gran cúpula a la part superior de l'edifici es fa servir com a observatori per a classes d'astronomia i hi té a dins un antic i gran telescopi.